# قائمة الحاصلين على جائزة كرافورد
جائزة كرافورد (بالإنجليزية: Crafoord Prize)‏ (بالسويدية: Crafoordpriset) هي جائزة علمية سنوية تأسست عام 1980 على يد هولغر كرافورد، وهو صناعي سويدي، وزوجته آنا غريتا كرافورد، عقب تبرع قدّماه إلى الأكاديمية الملكية السويدية للعلوم. تُمنح الجائزة بالشراكة بين الأكاديمية ومؤسسة كرافورد في لوند، وتكون الأكاديمية مسؤولة عن اختيار الحائزين عليها. تُمنح الجائزة في أربع فئات: الرياضيات وعلم الفلك، علوم الأرض، العلوم البيولوجية (مع التركيز على علم البيئة)، والتهاب المفاصل المتعدد، حيث تم اختيار الفئة الأخيرة نظراً لمعاناة هولغر من التهاب المفاصل الروماتويدي الحاد في سنواته الأخيرة.
وفقاً للأكاديمية، يتم اختيار هذه التخصصات بحيث تُكَمِّل تلك التي تُمنح لها جوائز نوبل. تُمنح جائزة واحدة فقط كل عام، وفقاً لمخطط متناوب: علم الفلك والرياضيات، ثم عبوم الأرض، ثم العلوم البيولوجية. كما يتم منح جائزة كرافورد في التهاب المفاصل فقط عندما تُقرر لجنة خاصة أنه قد تم إحراز تقدم كبير في هذا المجال. يتم الإعلان عن الفائز بجائزة كرافورد كل عام في منتصف شهر يناير، ويتم تقديم الجائزة في أبريل أو مايو في "أيام كرافورد"، من قبل أحد أعضاء العائلة الملكية السويدية. اعتباراً من عام 2024، تبلغ قيمة الجائزة 6,000,000 كرونة سويدية (يقابله 560,000 بالدولار الأمريكي)، أي ما يعادل من نصف قيمة جوائز نوبل.
تُقدم الجائزة عادة لمستفيد واحد، ولكن يمكن أن يكون هناك ما يصل إلى ثلاثة مستفيدين. جاء اختيار الأكاديميان الحائزان على الجائزة الأولى فلاديمير أرنولد ولويس نبيرغ، لعملهما في مجال المعادلات التفاضلية غير الخطية. وكانت أول امرأة تحصل على الجائزة هي عالمة الفلك أندريا غيز في عام 2012.

## الحائزون على الجائزة
مُنِحت جائزة كرافورد سنوياً للعلماء التاليين:
| السنة | الصنف                      | الصورة                       | الحائز(ون) على الجائزة                 | العمل | المراجع             |
| ----- | -------------------------- | ---------------------------- | -------------------------------------- | --- | ------------------- |
| 1982  | الرياضيات                  | Vladimir Arnold              | فلاديمير أرنولد                        | "لإنجازاتهما البارزة في نظرية المعادلات التفاضلية غير الخطية" | [ 4 ] [ 5 ]         |
| 1982  | الرياضيات                  | Louis Nirenberg              | لويس نبيرغ                             | "لإنجازاتهما البارزة في نظرية المعادلات التفاضلية غير الخطية" | [ 4 ] [ 5 ]         |
| 1983  | علوم الأرض                 | —                            | إدوارد نورتون لورنتز                   | "لمساهماتهما الأساسية في مجال الديناميكا المائية الجيوفيزيائية، التي ساهمت بطريقة فريدة في تعميق فهم الحركات واسعة النطاق للغلاف الجوي والبحار"                             | [ 4 ] [ 6 ]         |
| 1983  | علوم الأرض                 | Henry Stommel                | هنري ستومل                             | "لمساهماتهما الأساسية في مجال الديناميكا المائية الجيوفيزيائية، التي ساهمت بطريقة فريدة في تعميق فهم الحركات واسعة النطاق للغلاف الجوي والبحار"                             | [ 4 ] [ 6 ]         |
| 1984  | العلوم البيولوجية          | Daniel Janzen                | دانييل جنزين [الإنجليزية]              | "لأبحاثه الإبداعية والمحفزة حول التطور المشترك التي ألهمت العديد من الباحثين لمواصلة العمل في هذا المجال"                                                                   | [ 4 ] [ 7 ]         |
| 1985  | علم الفلك                  | Lyman Spitzer                | ليمان سبيتزر                           | "لأبحاثه الرائدة والأساسية حول كل جانب تقريبًا من الوسط بين النجوم، والتي بلغت ذروتها في النتائج التي تم الحصول عليها باستخدام القمر الصناعي كوبرنيكوس"                      | [ 4 ] [ 8 ]         |
| 1986  | علوم الأرض                 | Claude Allègre               | كلود أليغر                             | "لدراساتهما الرائدة في العلاقات الجيوكيميائية النظيرية والتفسيرات الجيولوجية التي تتيحها هذه النتائج"                                                                       | [ 4 ] [ 9 ]         |
| 1986  | علوم الأرض                 | —                            | جيرالد واسبيرج [الإنجليزية]            | "لدراساتهما الرائدة في العلاقات الجيوكيميائية النظيرية والتفسيرات الجيولوجية التي تتيحها هذه النتائج"                                                                       | [ 4 ] [ 9 ]         |
| 1987  | العلوم البيولوجية          | —                            | يوجين أودوم [الإنجليزية]               | "لمساهماتهما الرائدة في مجال بيئة النظم البيئية" | [ 4 ] [ 10 ]        |
| 1987  | العلوم البيولوجية          | —                            | هوارد أودوم                            | "لمساهماتهما الرائدة في مجال بيئة النظم البيئية" | [ 4 ] [ 10 ]        |
| 1988  | الرياضيات                  | Pierre Deligne               | بيار ديلين                             | "لأبحاثهما الأساسية في الهندسة الجبرية" | [ 4 ] [ 11 ]        |
| 1988  | الرياضيات                  | Alexander Grothendieck       | ألكسندر غروتينديك                      | "لأبحاثهما الأساسية في الهندسة الجبرية" | [ 4 ] [ 11 ]        |
| 1989  | علوم الأرض                 | James Van Allen              | جيمس ألفرد فان ألن                     | "لاستكشافه الرائد للفضاء، ولا سيما اكتشاف الجسيمات النشطة المحتجزة في المجال المغناطيسي الأرضي والتي تشكل أحزمة فان ألن الإشعاعية حول كوكب الأرض"                           | [ 4 ] [ 12 ]        |
| 1990  | العلوم البيولوجية          | Paul R. Ehrlich              | بول إرليخ                              | "لأبحاثه حول ديناميكيات الوراثة في التجمعات السكانية المجزأة وأهمية أنماط التوزيع لاحتمالات بقائها"                                                                         | [ 4 ] [ 13 ] [ 14 ] |
| 1990  | العلوم البيولوجية          | Edward Osborne Wilson        | إدوارد أوسبورن ويلسون                  | "لنظريته حول جغرافيا الجزر البيولوجية وأبحاثه حول تنوع الأنواع وديناميكيات المجتمعات في الجزر والمناطق ذات العزل البيئي المختلف"                                            | [ 4 ] [ 13 ] [ 14 ] |
| 1991  | علم الفلك                  | —                            | آلن سانديغ                             | "لمساهماته الهامة جدًا في دراسة المجرات، وتوزيع النجوم والتجمعات النجمية والسدم فيها، وتطورها، وعلاقة السرعة بالمسافة (أو علاقة هابل) وتطورها عبر الزمن"                     | [ 4 ] [ 15 ]        |
| 1992  | علوم الأرض                 | —                            | أدولف سيلاشر                           | "لأبحاثه المبتكرة حول تطور الحياة وتفاعلها مع البيئة كما هو موثق في السجل الجيولوجي"                                                                                        | [ 4 ] [ 16 ]        |
| 1993  | العلوم البيولوجية          | —                            | دابليو دي هاملتون                      | "لنظرياته حول الانتقاء القرابي والعلاقة الجينية كشرط مسبق لتطور السلوك الإيثاري"                                                                                            | [ 4 ] [ 17 ]        |
| 1993  | العلوم البيولوجية          | Seymour Benzer               | سيمور بنزر                             | "لدراساته الوراثية والعصبية الفسيولوجية الرائدة على الطفرات السلوكية في ذبابة الفاكهة، دروسوفيلا ميلانوجاستر"                                                               | [ 4 ] [ 17 ]        |
| 1994  | الرياضيات                  | Simon Donaldson              | سيمون دونالدسون                        | "لتحقيقاته الأساسية في الهندسة الرباعية الأبعاد من خلال تطبيقات الفوريونات، خاصة اكتشافه الجديد للمتغيرات التفاضلية الجديدة"                                                | [ 4 ] [ 18 ]        |
| 1994  | الرياضيات                  | Shing-Tung Yau               | شينغ تونغ ياو                          | "لتطويره التقنيات غير الخطية في الهندسة التفاضلية التي أدت إلى حل العديد من المشكلات البارزة"                                                                               | [ 4 ] [ 18 ]        |
| 1995  | علوم الأرض                 | —                            | ويلي دانسجارد [الإنجليزية]             | "لعملهما الأساسي في تطوير وتطبيق طرق تحليل النظائر الجيولوجية لدراسة تغيرات المناخ خلال العصر الرباعي"                                                                      | [ 4 ] [ 19 ]        |
| 1995  | علوم الأرض                 | —                            | نيكولاس شاكلتون                        | "لعملهما الأساسي في تطوير وتطبيق طرق تحليل النظائر الجيولوجية لدراسة تغيرات المناخ خلال العصر الرباعي"                                                                      | [ 4 ] [ 19 ]        |
| 1996  | العلوم البيولوجية          | Robert May                   | روبرت ماي                              | "لأبحاثه الرائدة في التحليل النظري لديناميكيات السكان، المجتمعات، والنظم البيئية"                                                                                           | [ 4 ] [ 20 ]        |
| 1997  | علم الفلك                  | Fred Hoyle                   | فريد هويل                              | "لمساهماتهما الرائدة في دراسة العمليات النووية في النجوم وتطور النجوم" | [ 4 ] [ 21 ]        |
| 1997  | علم الفلك                  | —                            | إدوين إرنست سالبيتر                    | "لمساهماتهما الرائدة في دراسة العمليات النووية في النجوم وتطور النجوم" | [ 4 ] [ 21 ]        |
| 1998  | علوم الأرض                 | Don L. Anderson              | دون أندرسون                            | "لمساهماتهما الأساسية في معرفتنا بهياكل العمليات داخل الأرض" | [ 4 ] [ 22 ]        |
| 1998  | علوم الأرض                 | Adam Dziewoński              | آدم دزيونسسكي [الإنجليزية]             | "لمساهماتهما الأساسية في معرفتنا بهياكل العمليات داخل الأرض" | [ 4 ] [ 22 ]        |
| 1999  | العلوم البيولوجية          | Ernst Mayr                   | إرنست ماير                             | "لمساهماتهم الأساسية في التطور المفاهيمي لعلم الأحياء التطوري" | [ 4 ] [ 23 ]        |
| 1999  | العلوم البيولوجية          | John Maynard Smith           | جون ماينارد سميث                       | "لمساهماتهم الأساسية في التطور المفاهيمي لعلم الأحياء التطوري" | [ 4 ] [ 23 ]        |
| 1999  | العلوم البيولوجية          | —                            | جورج س. وليامز                         | "لمساهماتهم الأساسية في التطور المفاهيمي لعلم الأحياء التطوري" | [ 4 ] [ 23 ]        |
| 2000  | التهاب المفاصل الروماتويدي | —                            | مارك فيلدمان (عالم مناعة) [الإنجليزية] | "لتحديدهما TNF-alpha كهدف علاجي لالتهاب المفاصل الروماتويدي" | [ 4 ] [ 24 ]        |
| 2000  | التهاب المفاصل الروماتويدي | Ravinder N. Maini            | رافينر مايني [الإنجليزية]              | "لتحديدهما TNF-alpha كهدف علاجي لالتهاب المفاصل الروماتويدي" | [ 4 ] [ 24 ]        |
| 2001  | الرياضيات                  | Alain Connes                 | ألان كون                               | "لعمله العميق في نظرية الجبر التشغيلي وكونه مؤسس الهندسة غير التبديلية" | [ 4 ] [ 25 ]        |
| 2002  | علوم الأرض                 | —                            | دان ماكينزي                            | "لمساهماته الأساسية في فهم ديناميكيات الغلاف الصخري، خصوصًا تكتونيات الصفائح، وتكوين الأحواض الرسوبية وذوبان الوشاح"                                                         | [ 4 ] [ 26 ]        |
| 2003  | العلوم البيولوجية          | Carl Woese                   | كارل ووز                               | "لاكتشافه فئة ثالثة من الحياة" | [ 4 ] [ 27 ]        |
| 2004  | التهاب المفاصل الروماتويدي | —                            | يوجين س. بوتشر                         | "لدراساتهما حول الآليات الجزيئية المعنية بهجرة خلايا الدم البيضاء في الصحة والمرض"                                                                                          | [ 4 ] [ 28 ]        |
| 2004  | التهاب المفاصل الروماتويدي | —                            | تيموثي أ. سبرينغر                      | "لدراساتهما حول الآليات الجزيئية المعنية بهجرة خلايا الدم البيضاء في الصحة والمرض"                                                                                          | [ 4 ] [ 28 ]        |
| 2005  | علم الفلك                  | James E. Gunn                | جيمس إي جون                            | "لمساهماتهم في فهم البنية واسعة النطاق للكون" | [ 4 ] [ 29 ]        |
| 2005  | علم الفلك                  | James Peebles                | جيم بيبلز                              | "لمساهماتهم في فهم البنية واسعة النطاق للكون" | [ 4 ] [ 29 ]        |
| 2005  | علم الفلك                  | Martin Rees                  | مارتن ريس                              | "لمساهماتهم في فهم البنية واسعة النطاق للكون" | [ 4 ] [ 29 ]        |
| 2006  | علوم الأرض                 | Wallace Smith Broecker       | والاس بروكر                            | "لأبحاثه المبتكرة والرائدة حول دورة الكربون العالمية وعلاقتها بالمناخ" | [ 4 ] [ 30 ]        |
| 2007  | العلوم البيولوجية          | —                            | روبرت تريفيرس                          | "لتحليله الأساسي لتطور السلوك الاجتماعي، الصراع والتعاون" | [ 4 ] [ 31 ]        |
| 2008  | علم الفلك                  | Rashid Sunyaev               | راشد سنييف                             | "لمساهماته الحاسمة في فيزياء الفضاء والطاقة العالية وعلم الكونيات، خاصة في العمليات والديناميكيات حول الثقوب السوداء والنجوم النيوترونية"                                   | [ 4 ] [ 32 ]        |
| 2008  | الرياضيات                  | Maxim Kontsevich             | مكسيم كونتسفيتش                        | "لمساهماتهما المهمة في الرياضيات المستوحاة من الفيزياء النظرية الحديثة" | [ 4 ] [ 32 ]        |
| 2008  | الرياضيات                  | Edward Witten                | إدوارد ويتن                            | "لمساهماتهما المهمة في الرياضيات المستوحاة من الفيزياء النظرية الحديثة" | [ 4 ] [ 32 ]        |
| 2009  | التهاب المفاصل الروماتويدي | Charles Dinarello            | تشارلز ديناريلو [الإنجليزية]           | "لعملهم الرائد في عزل الإنترلوكينات، وتحديد خصائصها، ودراسة دورها في ظهور الأمراض الالتهابية"                                                                               | [ 4 ] [ 33 ]        |
| 2009  | التهاب المفاصل الروماتويدي | Tadamitsu Kishimoto          | تادامتسو كيشيموتو                      | "لعملهم الرائد في عزل الإنترلوكينات، وتحديد خصائصها، ودراسة دورها في ظهور الأمراض الالتهابية"                                                                               | [ 4 ] [ 33 ]        |
| 2009  | التهاب المفاصل الروماتويدي | Toshio Hirano                | توشيو هيرانو                           | "لعملهم الرائد في عزل الإنترلوكينات، وتحديد خصائصها، ودراسة دورها في ظهور الأمراض الالتهابية"                                                                               | [ 4 ] [ 33 ]        |
| 2010  | علوم الأرض                 | Walter Munk                  | والتر مونك                             | "لمساهماته الأساسية والرائدة في فهم دوران المحيطات، المد والجزر، والأمواج، ودورها في ديناميكيات الأرض"                                                                      | [ 4 ] [ 34 ]        |
| 2011  | العلوم البيولوجية          | Ilkka Hanski                 | إلكا هانسكي                            | "لأبحاثه الرائدة حول كيفية تأثير التباين المكاني على ديناميكيات السكان النباتيين والحيوانيين"                                                                               | [ 4 ] [ 35 ]        |
| 2012  | علم الفلك                  | Reinhard Genzel              | راينهارد جنزيل                         | "لملاحظاتهما للنجوم التي تدور حول مركز المجرة، مما يشير إلى وجود ثقب أسود فائق الكتلة"                                                                                      | [ 4 ] [ 36 ]        |
| 2012  | علم الفلك                  | Andrea Ghez                  | أندريا غيز                             | "لملاحظاتهما للنجوم التي تدور حول مركز المجرة، مما يشير إلى وجود ثقب أسود فائق الكتلة"                                                                                      | [ 4 ] [ 36 ]        |
| 2012  | الرياضيات                  | Jean Bourgain                | جان بورغين                             | "لعملهما الرائع والرائد في التحليل التوافقي والمعادلات التفاضلية الجزئية ونظرية الأعداد وعلم التوافقيات والتحليل الوظيفي وعلوم الحاسوب النظرية"                             | [ 4 ] [ 36 ]        |
| 2012  | الرياضيات                  | Terence Tao                  | تيرنس تاو                              | "لعملهما الرائع والرائد في التحليل التوافقي والمعادلات التفاضلية الجزئية ونظرية الأعداد وعلم التوافقيات والتحليل الوظيفي وعلوم الحاسوب النظرية"                             | [ 4 ] [ 36 ]        |
| 2013  | التهاب المفاصل الروماتويدي | Peter K. Gregersen           | بيتر جريجرسن [الإنجليزية]              | "لاكتشافاتهم المتعلقة بدور العوامل الجينية المختلفة وتفاعلها مع العوامل البيئية في مسببات وتشخيص وإدارة التهاب المفاصل الروماتويدي"                                         | [ 3 ] [ 4 ]         |
| 2013  | التهاب المفاصل الروماتويدي | Lars Klareskog               | لارس كلارسكوج [الإنجليزية]             | "لاكتشافاتهم المتعلقة بدور العوامل الجينية المختلفة وتفاعلها مع العوامل البيئية في مسببات وتشخيص وإدارة التهاب المفاصل الروماتويدي"                                         | [ 3 ] [ 4 ]         |
| 2013  | التهاب المفاصل الروماتويدي | Robert J. Winchester         | روبرت ج. وينشستر [الإنجليزية]          | "لاكتشافاتهم المتعلقة بدور العوامل الجينية المختلفة وتفاعلها مع العوامل البيئية في مسببات وتشخيص وإدارة التهاب المفاصل الروماتويدي"                                         | [ 3 ] [ 4 ]         |
| 2014  | علوم الأرض                 | —                            | بيتر مولنار (جيوفيزيائي) [الإنجليزية]  | "لمساهماته الرائدة في فهم التكتونيات العالمية، وخاصة تشوه القارات وهيكل وتطور سلاسل الجبال، بالإضافة إلى تأثير العمليات التكتونية على دوران المحيطات والغلاف الجوي والمناخ" | [ 4 ] [ 37 ]        |
| 2015  | العلوم البيولوجية          | —                            | ريتشارد ليونتن                         | "لتحليلاتهما الرائدة ومساهماتهم الأساسية في فهم التنوع الجيني" | [ 4 ] [ 38 ]        |
| 2015  | العلوم البيولوجية          | Tomoko Ohta                  | توموكو أوهاتا [الإنجليزية]             | "لتحليلاتهما الرائدة ومساهماتهم الأساسية في فهم التنوع الجيني" | [ 4 ] [ 38 ]        |
| 2016  | علم الفلك                  | Roy Kerr                     | روي كير                                | "لعملهما الأساسي حول الثقوب السوداء الدوارة وعواقبها الفلكية" | [ 4 ] [ 39 ]        |
| 2016  | علم الفلك                  | Roger Blandford              | روجر بلاندفورد                         | "لعملهما الأساسي حول الثقوب السوداء الدوارة وعواقبها الفلكية" | [ 4 ] [ 39 ]        |
| 2016  | الرياضيات                  | Yakov Eliashberg             | ياكوف إلياشبرغ                         | "لتطويره طوبولوجيا الاتصال والتكافل، واكتشافاته الرائدة حول ظواهر الصلابة والمرونة"                                                                                         | [ 4 ] [ 39 ]        |
| 2017  | التهاب المفاصل الروماتويدي | Shimon Sakaguchi             | شيمون ساكاجوتشي                        | "لاكتشافاتهم المتعلقة بالخلايا التائية التنظيمية، التي تمنع التفاعلات المناعية الضارة في التهاب المفاصل الروماتويدي وغيرها من أمراض المناعة الذاتية"                        | [ 4 ] [ 40 ]        |
| 2017  | التهاب المفاصل الروماتويدي | Fred Ramsdell                | فريد رامسديل [الإنجليزية]              | "لاكتشافاتهم المتعلقة بالخلايا التائية التنظيمية، التي تمنع التفاعلات المناعية الضارة في التهاب المفاصل الروماتويدي وغيرها من أمراض المناعة الذاتية"                        | [ 4 ] [ 40 ]        |
| 2017  | التهاب المفاصل الروماتويدي | Alexander Rudensky           | ألكسندر رودنسكي                        | "لاكتشافاتهم المتعلقة بالخلايا التائية التنظيمية، التي تمنع التفاعلات المناعية الضارة في التهاب المفاصل الروماتويدي وغيرها من أمراض المناعة الذاتية"                        | [ 4 ] [ 40 ]        |
| 2018  | علوم الأرض                 | Syukuro Manabe               | سيوكورو مانابي                         | "لمساهماتهما الأساسية في فهم دور الغازات النزرة في نظام المناخ الأرضي" | [ 4 ] [ 41 ]        |
| 2018  | علوم الأرض                 | Susan Solomon                | سوزان سولومون                          | "لمساهماتهما الأساسية في فهم دور الغازات النزرة في نظام المناخ الأرضي" | [ 4 ] [ 41 ]        |
| 2019  | العلوم البيولوجية          | Sallie W. Chisholm           | سالي تشيشولم                           | "لاكتشافها ودراساتها الرائدة حول أكثر الكائنات الضوئية وفرة على الأرض، البروكلوروكوكس"                                                                                      | [ 4 ] [ 42 ]        |
| 2020  | علم الفلك                  | Eugene N. Parker             | يوجين باركر                            | "لدراساته الرائدة والأساسية حول الرياح الشمسية والحقول المغناطيسية من النطاق النجمي إلى المجري"                                                                             | [ 4 ] [ 43 ]        |
| 2020  | الرياضيات                  | Enrico Bombieri              | إنريكو بومبيري                         | "لمساهماته البارزة والمؤثرة في جميع المجالات الرئيسية للرياضيات، ولا سيما نظرية الأعداد، والتحليل، والهندسة الجبرية"                                                        |                     |
| 2021  | التهاب المفاصل الروماتويدي | Daniel Kastner               | دانيال كاستنر [الإنجليزية]             | "لوضعه مفهوم الأمراض الالتهابية الذاتية" | [ 4 ] [ 44 ]        |
| 2022  | علوم الأرض                 | Andrew K. Knoll              | أندرو إتش كنول                         | "لمساهماته الأساسية في فهم الثلاثة مليارات سنة الأولى من الحياة على الأرض وتفاعلها مع البيئة الطبيعية عبر الزمن"                                                            | [ 4 ] [ 45 ]        |
| 2023  | العلوم البيولوجية          | —                            | دولف شولتر [الإنجليزية]                | "لمساهماته الأساسية في فهم الإشعاع التكيفي والانتواع البيئي" | [ 4 ] [ 46 ]        |
| 2024  | علم الفلك                  | —                            | دوغلاس غوغ                             | "لتطويرهم أساليب علم الزلازل النجمية وتطبيقها لدراسة باطن الشمس والنجوم الأخرى"                                                                                             | [ 4 ] [ 47 ]        |
| 2024  | علم الفلك                  | Jørgen Christensen-Dalsgaard | يورغن كريستنسن دلسجارد [الإنجليزية]    | "لتطويرهم أساليب علم الزلازل النجمية وتطبيقها لدراسة باطن الشمس والنجوم الأخرى"                                                                                             | [ 4 ] [ 47 ]        |
| 2024  | علم الفلك                  | Conny Aerts                  | كوني آيرتس                             | "لتطويرهم أساليب علم الزلازل النجمية وتطبيقها لدراسة باطن الشمس والنجوم الأخرى"                                                                                             | [ 4 ] [ 47 ]        |
| 2024  | الرياضيات                  | Claire Voisin                | كلير فوازين                            | "لمساهماتها المتميزة في الهندسة الجبرية والمعقدة، بما في ذلك نظرية هودج، الدورات الجبرية، والهندسة الزائدية"                                                                | [ 4 ] [ 47 ]        |
| 2025  | التهاب المفاصل الروماتويدي | —                            | كريس غودناو                            | "لاكتشافهما الآليات الأساسية لتحمل الخلايا البائية" | [ 48 ]              |
| 2025  | التهاب المفاصل الروماتويدي | —                            | ديفيد نيمازي [الإنجليزية]              | "لاكتشافهما الآليات الأساسية لتحمل الخلايا البائية" | [ 48 ]              |

### قراءة معمقة
- "The 1986 Crafoord Prize to Claude Jean Allègre and Gerald Joseph Wasserburg". Earth and Planetary Science Letters. إلزيفير. ج. 86 ع. 2–4: 127–128. ديسمبر 1987. Bibcode:1987E&PSL..86..127.. DOI:10.1016/0012-821X(87)90218-4.
- "Astrophysicists Win Crafoord Prize". ساينس. ج. 276 ع. 5318: 1505. 6 يونيو 1997. DOI:10.1126/science.276.5318.1505b. مؤرشف من الأصل في 2023-05-28.
- "Earth's Deep Thinkers Win Crafoord Prize". ساينس. ج. 280 ع. 5365: 831. 8 مايو 1998. DOI:10.1126/science.280.5365.831c. مؤرشف من الأصل في 2021-11-03.
- "French Mathematician Wins Crafoord Prize". ساينس. ج. 291 ع. 5505: 823. 2 فبراير 2001. DOI:10.1126/science.291.5505.823b. مؤرشف من الأصل في 2022-10-05.
- "McKenzie Wins Crafoord Prize". Physics Today. ج. 55 ع. 5: 76. 1 مايو 2002. Bibcode:2002PhT....55Q..76.. DOI:10.1063/1.1485594.
- Bolin، Bert (1984). "The 1983 Crafoord Prize Awarded to Edward N. Lorenz and Henry Stommel". Tellus A: Dynamic Meteorology and Oceanography. ج. 36 ع. 2: 97. Bibcode:1984TellA..36...97B. DOI:10.3402/tellusa.v36i2.11472.
- Dickson، David (13 مايو 1988). "Crafoord Prize Winner Abstains". ساينس. ج. 240 ع. 4854: 876. Bibcode:1988Sci...240..876D. DOI:10.1126/science.240.4854.876. PMID:17783442.
- Dickson، David (25 مارس 1993). "Geneticists win Crafoord Prize". نيتشر (مجلة). ج. 362 ع. 6418: 277. Bibcode:1993Natur.362..277D. DOI:10.1038/362277c0. PMID:8455702. مؤرشف من الأصل في 2024-11-25.
- Dickson، David (4 مايو 1995). "Briton and Dane share Crafoord prize". نيتشر (مجلة). ج. 375 ع. 6526: 3. Bibcode:1995Natur.375....3D. DOI:10.1038/375003c0. مؤرشف من الأصل في 2025-04-17.
- Elvius، Aina (1992). "The Crafoord Prize 1991 in Astronomy to Dr Allan R Sandage". Physica Scripta. دار نشر معهد الفيزياء  [لغات أخرى]‏. ج. 1992 ع. 5: 5–6. DOI:10.1088/0031-8949/1992/T43/001. مؤرشف من الأصل في 2018-07-27.{{استشهاد بدورية محكمة}}:  صيانة الاستشهاد: علامات ترقيم زائدة (link)
- Gahm، Gösta (1985). "The Crafoord Prize 1985 in Astronomy to Professor Lyman Spitzer Jr". Physica Scripta. دار نشر معهد الفيزياء  [لغات أخرى]‏. ج. 11: 3–4. Bibcode:1985PhST...11....3G. DOI:10.1088/0031-8949/1985/T11/001. S2CID:250781983. مؤرشف من الأصل في 2025-01-14.{{استشهاد بدورية محكمة}}:  صيانة الاستشهاد: علامات ترقيم زائدة (link)
- Kaplan، Karen H. (1 أبريل 2007). "Broecker to receive 2006 Crafoord prize" (PDF). Physics Today. ج. 60 ع. 4: 74. Bibcode:2007PhT....60Q..74K. DOI:10.1063/1.2731982.
- Levin، Simon A. (سبتمبر 1996). "Robert May Receives Crafoord Prize" (PDF). إشعارات جمعية الرياضيات الأمريكية. ج. 43 ع. 9: 977–978. مؤرشف من الأصل (PDF) في 2025-03-04.
- Nilsson، Johann؛ Lejenäs، Harald (2011). "The 2010 Crafoord Prize awarded to Walter Munk". Tellus A: Dynamic Meteorology and Oceanography. ج. 63 ع. 2: 189. Bibcode:2011TellA..63..189N. DOI:10.1111/j.1600-0870.2010.00495.x.
- Wollheim، Frank A. (أبريل 2014). "The Crafoord Prize in polyarthritis 2013". Rheumatology. ج. 53 ع. 4: 581–582. DOI:10.1093/rheumatology/ket285. PMID:23970543. مؤرشف من الأصل في 2024-07-10.
- Wollheim، Frank A. (2018). "T-regulatory cells-Triumph of perseverance: The Crafoord Prize for Polyarthritis in 2017". Seminars in Arthritis and Rheumatism. ج. 47 ع. 4: 601–603. DOI:10.1016/j.semarthrit.2017.08.010. PMID:29037524.

## وصلات خارجية
- الموقع الرسمي
- القائمة الكاملة للحائزين على موقع جائزة كرافورد
- جائزة كرافورد على موقع الأكاديمية الملكية السويدية للعلوم